# Сак (река)
Сак (англ. Suck, ирл. An tSuca) — река в Ирландии, один из главных притоков Шаннона. Впадает в Шаннон в нескольких километрах от деревни Шэннонбридж. Истоки реки находятся в графстве Мейо.
Сак отделяет графство Голуэй от Роскоммона. Крупнейший город на реке Сак — Баллинаслоу.